# The Subway

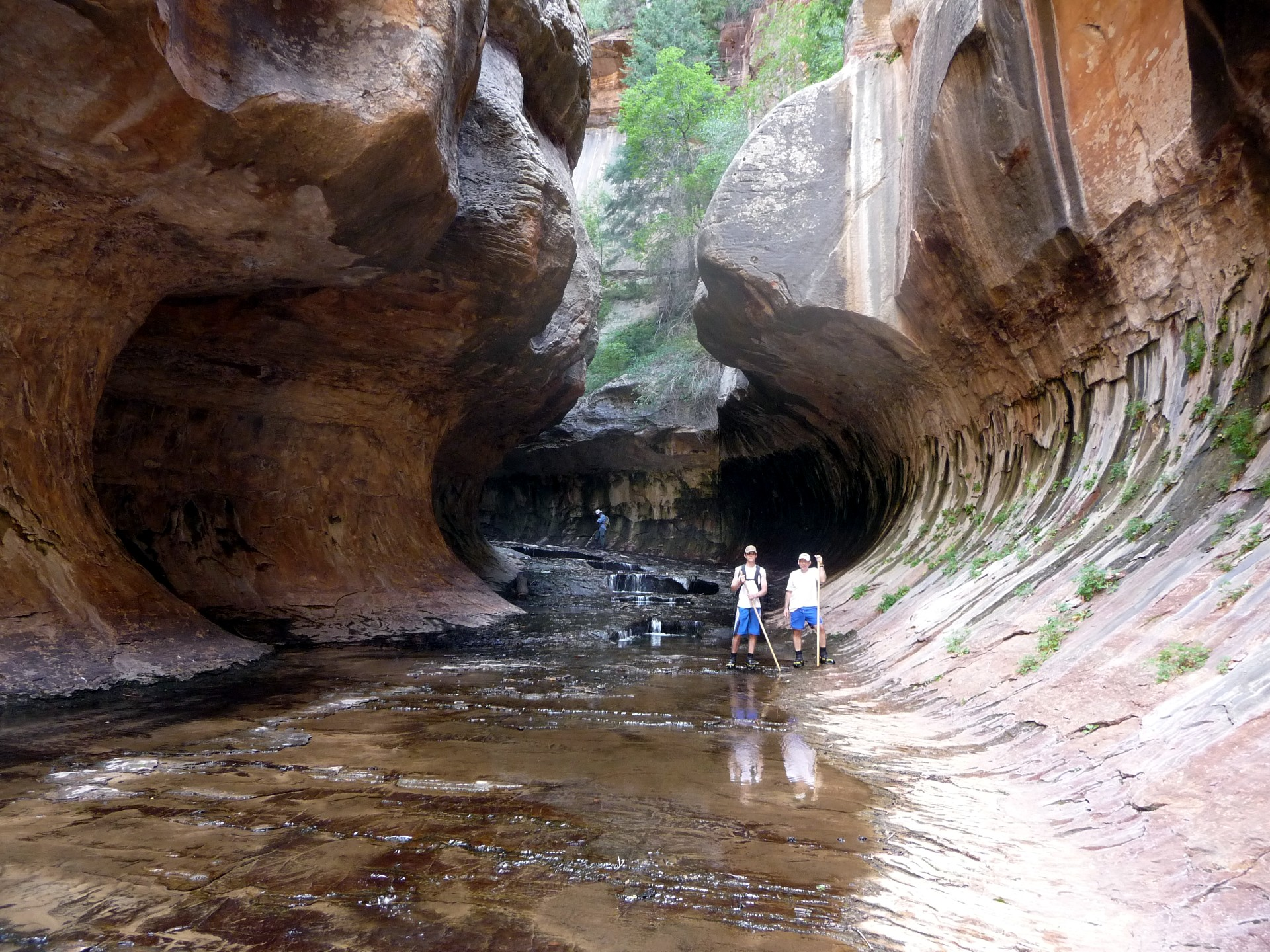
Entrada a The Subway desde la parte inferior, septiembre de 2008.

The Subway es un pequeño cañón de ranura de forma única ubicado dentro de área salvaje Zion en el parque nacional Zion, en el noreste del condado de Washington, Utah, Estados Unidos.

## Descripción
El cañón es en realidad una sección bastante corta (menos de 0,40 km) del mayor Gran Cañón del Oeste. Ese cañón está ubicado entre dos picos (el North Guardian Angel y el South Guardian Angel) en la meseta de Kólob. El arroyo North fluye a través del cañón (y del Gran Cañón del Oeste).
Fue llamado The Subway debido a las salientes que lo envuelven, que dan forma de tubo.

## Acceso

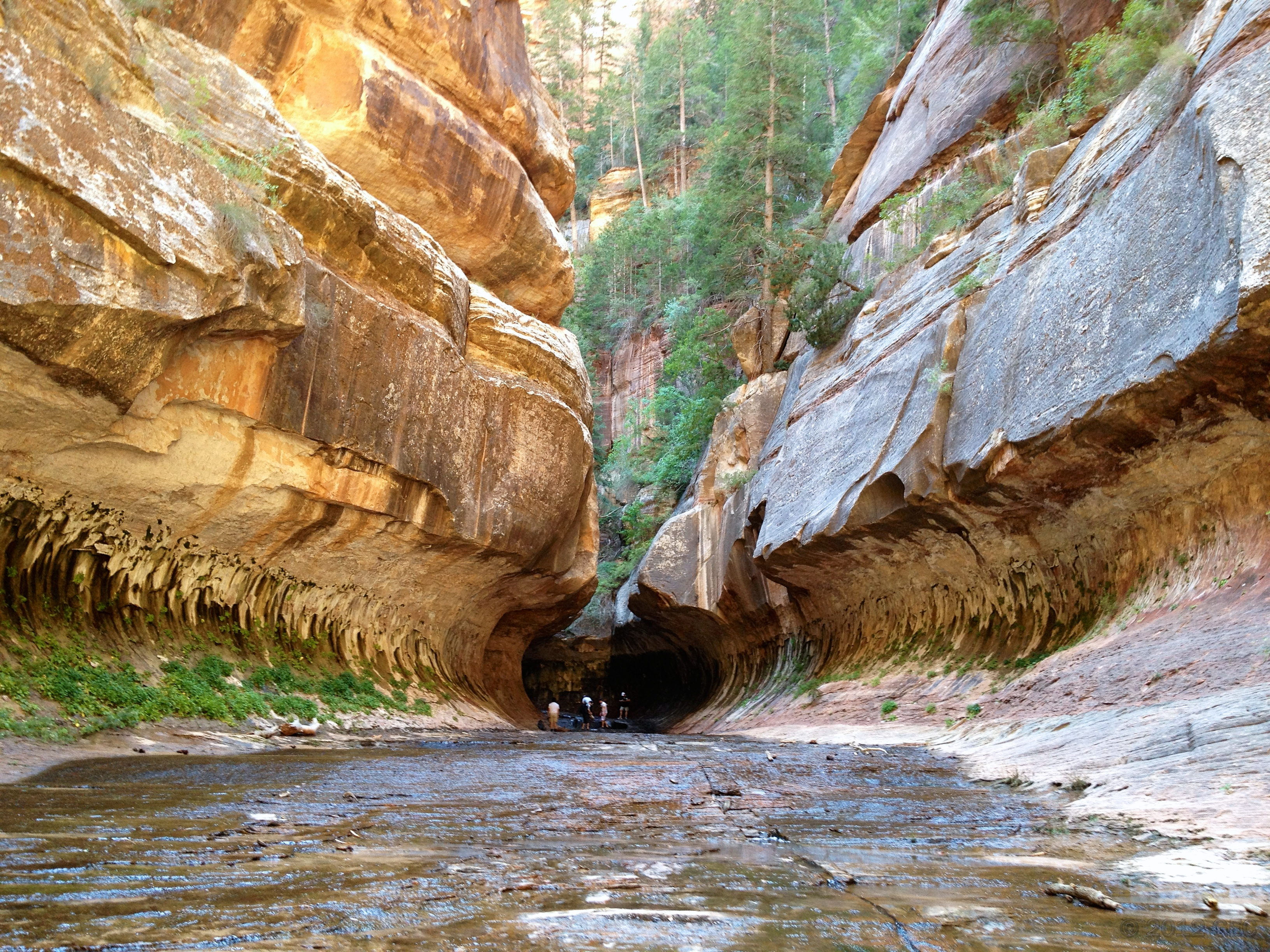
The Subway desde la parte superior, septiembre de 2012.

Aunque de corta longitud, son necesarias caminatas largas de aproximación y salida para acceder al Subway. Los grupos de barranquismo reconocen dos rutas populares para visitar el cañón. La ruta directa, para excursionistas avanzados, implica una caminata de un solo sentido río abajo desde el comienzo del sendero Wildcat Canyon (37°17′05″N 113°05′46″O / 37.28472, -113.09611). La ruta más fácil accede a la sección inferior del metro desde aguas abajo, comenzando en los inicios del sendero de Left Fork (37°20′23″N 113°04′32″O / 37.33972, -113.07556. Ambos senderos se encuentran justo al lado de la ruta Kolob Terrace (también conocida como Kolob Reservoir), una carretera que corre hacia el norte desde la ruta estatal 9 de Utah en Virgin a través del parque nacional y, finalmente, después de pasar por el embalse de Kolob, se conecta con otras carreteras que corren más al norte hasta Cedar City y la ruta estatal 14 de Utah.
Se requiere un permiso de Back Country para visitar The Subway. Los permisos se pueden obtener en el Centro de visitantes de Zion Canyon, pero puede ser difícil obtenerlos durante los meses de mayor afluencia.